# Rantaperkiön Isku-Volley 2017-2018
Questa voce raccoglie le informazioni riguardanti il Rantaperkiön Isku-Volley nelle competizioni ufficiali della stagione 2017-2018.

## Organigramma societario
Area direttiva
- Presidente: Tuomas Kivi

Area tecnica
- Allenatore: Oskar Muurinen
- Allenatore in seconda: Marko Järvenpää
- Scoutman: Mikko Kaipainen

## Rosa
| N° | Nome                | Ruolo | Data di nascita   | Nazionalità sportiva |
| -- | ------------------- | ----- | ----------------- | -------------------- |
| 2  | Niko Lintula        | L     | 15 maggio 1998    | Finlandia            |
| 3  | Matti Hietanen      | S     | 3 gennaio 1983    | Finlandia            |
| 4  | Mika Mäntylä        | O     | 23 febbraio 1995  | Finlandia            |
| 6  | Mauri Kurppa        | P     | 6 aprile 1993     | Finlandia            |
| 7  | Joel Laakso         | P     | 8 luglio 1994     | Finlandia            |
| 9  | Tomi Mutka          | S     | 14 settembre 1990 | Finlandia            |
| 10 | Nico Nurmesniemi    | S     | 27 novembre 1998  | Finlandia            |
| 11 | Ilari Toimela       | S     | 27 febbraio 1998  | Finlandia            |
| 12 | Paavo Korhonen      | S     | 13 gennaio 1995   | Finlandia            |
| 13 | Tatu Härkönen       | C     | 20 maggio 1993    | Finlandia            |
| 14 | Simo Puttonen       | O     | 10 marzo 1990     | Finlandia            |
| 15 | Valtteri Välkky     | C     | 9 giugno 1997     | Finlandia            |
| 16 | Rami Rekomaa        | C     | 11 maggio 1997    | Finlandia            |
| 17 | Einari Koivisto     | O     | 24 marzo 1997     | Finlandia            |
| 18 | Tommi Roininen      | L     | 1º febbraio 1984  | Finlandia            |
| 19 | Kasimir Luostarinen | P     | 6 dicembre 1997   | Finlandia            |
| 20 | Arttu Linjamäki     | S     | 29 aprile 1998    | Finlandia            |
| 21 | Sten Kruuda         | C     | 28 marzo 1986     | Finlandia            |
| 22 | Nuutti Niinivaara   | C     | 20 luglio 1998    | Finlandia            |

## Statistiche

### Statistiche dei giocatori
| Giocatore      | L. Mestaruusliiga | L. Mestaruusliiga | L. Mestaruusliiga | L. Mestaruusliiga | L. Mestaruusliiga | Coppa di Finlandia | Coppa di Finlandia | Coppa di Finlandia | Coppa di Finlandia | Coppa di Finlandia | Totale | Totale | Totale | Totale | Totale |
| Giocatore      | P                 | PT                | AV                | MV                | BV                | P                  | PT                 | AV                 | MV                 | BV                 | P      | PT     | AV     | MV     | BV     |
| -------------- | ----------------- | ----------------- | ----------------- | ----------------- | ----------------- | ------------------ | ------------------ | ------------------ | ------------------ | ------------------ | ------ | ------ | ------ | ------ | ------ |
| T. Härkönen    | 34                | 226               | 143               | 50                | 33                | 2                  | 10                 | 8                  | 2                  | 0                  | 36     | 236    | 151    | 52     | 33     |
| M. Hietanen    | 34                | 605               | 507               | 68                | 30                | 2                  | 25                 | 23                 | 2                  | 0                  | 36     | 630    | 530    | 70     | 30     |
| E. Koivisto    | 26                | 98                | 86                | 3                 | 9                 | 1                  | 0                  | 0                  | 0                  | 0                  | 27     | 98     | 86     | 3      | 9      |
| P. Korhonen    | 5                 | 1                 | 0                 | 1                 | 0                 | 1                  | 0                  | 0                  | 0                  | 0                  | 6      | 1      | 0      | 1      | 0      |
| S. Kruuda      | 5                 | 42                | 31                | 11                | 0                 | 0                  | 0                  | 0                  | 0                  | 0                  | 5      | 42     | 31     | 11     | 0      |
| M. Kurppa      | 32                | 42                | 19                | 17                | 6                 | 2                  | 1                  | 0                  | 0                  | 1                  | 34     | 43     | 19     | 17     | 7      |
| J. Laakso      | 31                | 33                | 17                | 10                | 6                 | 2                  | 0                  | 0                  | 0                  | 0                  | 33     | 33     | 17     | 10     | 6      |
| A. Linjamäki   | -                 | -                 | -                 | -                 | -                 | 0                  | 0                  | 0                  | 0                  | 0                  | 0      | 0      | 0      | 0      | 0      |
| N. Lintula     | 17                | 0                 | 0                 | 0                 | 0                 | 1                  | 0                  | 0                  | 0                  | 0                  | 18     | 0      | 0      | 0      | 0      |
| K. Luostarinen | 1                 | 0                 | 0                 | 0                 | 0                 | 0                  | 0                  | 0                  | 0                  | 0                  | 1      | 0      | 0      | 0      | 0      |
| M. Mäntylä     | 32                | 457               | 392               | 56                | 9                 | 1                  | 13                 | 12                 | 1                  | 0                  | 33     | 470    | 404    | 57     | 9      |
| T. Mutka       | 29                | 242               | 219               | 13                | 10                | 2                  | 23                 | 21                 | 1                  | 1                  | 31     | 265    | 240    | 14     | 11     |
| N. Niinivaara  | 5                 | 20                | 14                | 5                 | 1                 | 1                  | 6                  | 2                  | 3                  | 1                  | 6      | 26     | 16     | 8      | 2      |
| N. Nurmesniemi | 22                | 37                | 29                | 6                 | 2                 | 1                  | 5                  | 4                  | 0                  | 1                  | 23     | 42     | 33     | 6      | 3      |
| S. Puttonen    | 4                 | 7                 | 4                 | 2                 | 1                 | 0                  | 0                  | 0                  | 0                  | 0                  | 4      | 7      | 4      | 2      | 1      |
| R. Rekomaa     | 12                | 38                | 25                | 9                 | 4                 | 0                  | 0                  | 0                  | 0                  | 0                  | 12     | 38     | 25     | 9      | 4      |
| T. Roininen    | 28                | 1                 | 1                 | 0                 | 0                 | 2                  | 0                  | 0                  | 0                  | 0                  | 30     | 1      | 1      | 0      | 0      |
| I. Toimela     | 31                | 171               | 117               | 41                | 13                | 2                  | 4                  | 1                  | 1                  | 2                  | 33     | 175    | 118    | 42     | 15     |
| V. Välkky      | -                 | -                 | -                 | -                 | -                 | 0                  | 0                  | 0                  | 0                  | 0                  | 0      | 0      | 0      | 0      | 0      |

P = presenze; PT = punti totali; AV = attacchi vincenti; MV = muri vincenti; BV = battute vincenti